# Walter Douglas Hincks
Walter Douglas Hincks (3 de septiembre de 1906 - 12 de junio de 1961) fue un entomólogo y conservador de museos británico. Miembro de la Royal Entomological Society. Era un experto mundial en el Dermaptera.

## Biografía
Hincks se formó originalmente como químico y trabajó en el sector farmacéutico antes de su transición a la entomología profesional.  Se apasionó por la entomología durante su tiempo como miembro del Club de Naturalistas de Leeds y Malcolm Burr lo animó especialmente a interesarse por el Dermaptera. 

## Abreviatura (zoología)
La abreviatura Hincks  se emplea para indicar a Walter Douglas Hincks como autoridad en la descripción y taxonomía en zoología.

- Datos: Q18242576
- Especies: Walter Douglas Hincks